# Konfederacja grodzieńska (1609–1610)

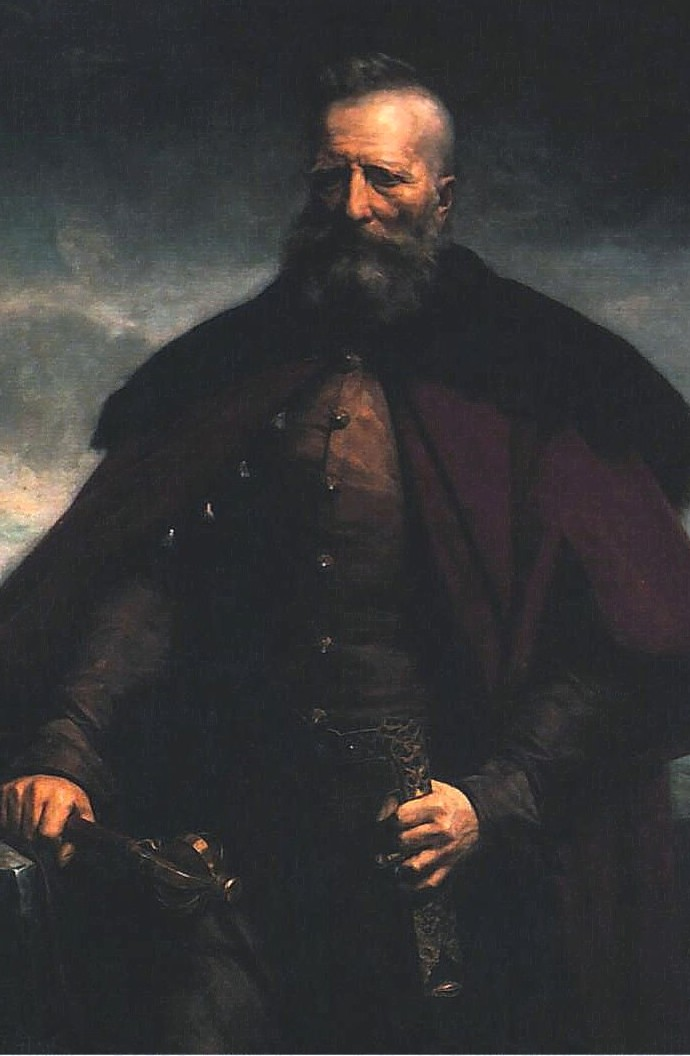
Hetman Wielki Litewski, Jan Karol Chodkiewicz nie tylko wyraził zgodę na zawiązanie konfederacji, ale sam do niej dołączył.

Konfederacja grodzieńska (1609–1610) – konfederacja wojska litewskiego zawiązana w Grodnie na skutek długotrwałego niewypłacania żołdu w czasie wojny polsko-szwedzkiej.

## Przebieg Konfederacji

### Tło Historyczne
Sukces po wygranej bitwie pod Kircholmem nie umocnił Polskiej przewagi w Inflantach, ponieważ nieopłaceni żołnierze odmówili dalszej walki. Z tego powodu Hetman Jan Karol Chodkiewicz zawarł w 1606 r. rozejm ze Szwedami. Król Szwecji Karol IX zerwał go jednak już po roku, a następnie jego wojska zdobyły: Twierdzę Dyjament (1608), Twierdzę Felin (1608) oraz Zamek w Białym Kamieniu (1608). Chodkiewicz chciał kontratakować, lecz wojska nadal pozostawały bez wypłaconego żołdu (wcześniej Hetman sam wypłacił zaległe należności aby uchronić swoją kampanię przed klęską). Aby załagodzić sytuację Hetman wysłał prośbę o wypłatę żołdu do Króla. 

### Rokowanie z Konfederatami
W dniach 15 stycznia – 26 lutego 1609 roku w Warszawie odbył się sejm na którym poruszono sprawę zaległego żołdu. Żołnierzy reprezentował Trajan Kochanowski. Wojskowi zażądali wypłaty zaległych uposażeń, a w przeciwnym razie zagrozili opuszczeniem armii. Termin został wyznaczony na dzień Św. Michała, czyli 29 września 1609 roku. Sejm zdając sobie sprawę z niebezpieczeństwa jakie może nieść rozwiązanie wojska, wygospodarował pieniądze na zaległy żołd. Wykonawcą ustaleń sejmowych miał być król Zygmunt III Waza, który jednak przeznaczył otrzymane środki na przygotowanie do wojny z Moskwą. Hetman Chodkiewicz spotkał się z królem w Wilnie, lecz otrzymał tylko kolejne obietnice. Na początku 1610 roku konfederaci spełnili swoją groźbę i opuścili tereny Inflant.

### Zakończenie Konfederacji
Ostatecznie konfederacja zakończyła się w październiku 1610 roku kiedy skonfederowani żołnierze otrzymali cały zaległy żołd. Konfederację rozliczył nowy podskarbi koronny Stanisław Warszycki, ponieważ wcześniejszy podskarbi zmarł, a Jan Firlej który piastował ten urząd jeszcze wcześniej zrezygnował po sejmie Warszawskim w 1609 roku.